# コマール型ミサイル艇
コマール型ミサイル艇（コマールがたみさいるてい Komar class Fast Attack Missile Craft）は、ソ連海軍のミサイル艇である。ソ連海軍の第1世代ミサイル艇であり、また、世界初のミサイル艇でもある。
コマール型はNATOコードネームであり、ソ連海軍の計画名は183R型小型ミサイル艇 (Ракетные катера проекта 183Р) である。

## 概要
本型は、先行して整備された183型（P-6級）魚雷艇の魚雷装備を艦対艦ミサイル装備に換装したものであり、共通の木製船体を有する。183型魚雷艇は、533mm魚雷発射管 2基を主兵装として622隻が建造され、1950年代を通じて沿岸警備に使用された。1956年に、対艦ミサイルという新しい種類の兵器として、P-15「テルミート」（NATOコードネームはSS-N-2「スティックス」）が実用化されるとともに、これを183型魚雷艇の船体に搭載してミサイル艇を開発することが決定された。
まず、1956年にプロトタイプとして183E型が開発され、1957年10月より試験に入った。続いて1959年より、量産型の183R型が建造されはじめ、1965年までに110隻が建造された。ただし、ソ連沿岸での運用には船型過少であったことから、配備はより大型のオーサ型ミサイル艇に移行し、本型は70隻以上が海外の同盟国に売却あるいは譲渡された。
これらのうち、エジプト海軍に配備されたコマール型ミサイル艇が、初の実戦を経験することとなった。1967年10月21日、ポートサイド港に停泊した艇隊が、エジプト沖で哨戒中であったイスラエル海軍のZ級駆逐艦「エイラート」に向けて1時間半をおいて2発ずつ、計4発のP-15ミサイルを発射して、うち3発が命中した。これは、本型として初であるばかりでなく、対艦ミサイルとして世界初の戦果であり、エイラート事件として知られている。この事件は、西側諸国に対して、ソ連の対艦ミサイル脅威の深刻さを印象付けることとなり、ヨーロッパではペンギンやエグゾセなど同種の兵器の開発が加速され、アメリカでもヨーロッパに遅れてハープーンの計画を具体化するとともに、ファランクスCIWSなど対抗策の開発に着手した。